# Austrochaperina gracilipes
Austrochaperina gracilipes är en groddjursart som beskrevs av Fry 1912. Austrochaperina gracilipes ingår i släktet Austrochaperina och familjen Microhylidae. IUCN kategoriserar arten globalt som livskraftig. Inga underarter finns listade.